# تجاهل جميع القواعد
«تجاهل كل القواعد» هي سياسة مستخدمة على ويكيبيديا، وهي موسوعة على الإنترنت. تنص سياسة ويكيبيديا الإنجليزية على: «إذا كانت هناك قاعدة تمنعك من تحسين ويكيبيديا أو صيانتها، فتجاهلها». اقترح لاري سانجر، أحد مؤسسي ويكيبيديا، هذه القاعدة لتشجيع المحررين على إضافة المعلومات دون التركيز بشكل مفرط على التنسيق، على الرغم من أن سانجر انتقد لاحقًا[بحاجة لمصدر] تأثير القاعدة على المجتمع.
تمت مناقشة السياسة في صفحات أخرى على ويكيبيديا، مثل مقال «ماذا يعني تجاهل جميع القواعد». فهي تسمح لمستخدمي ويكيبيديا باستخدام سياسة للالتفاف حول قواعد الموقع من حين لآخر دون رفض نظام القواعد بالكامل. وجدت دراسة أجريت عام 2012 أنه في مناقشات «مقالات للحذف»، والتي تحدد ما إذا كان يجب حذف مقالة ويكيبيديا، تم إعطاء التعليقات وزنًا أكبر عندما استخدمت تجاهل جميع القواعد كمبرر. أبدى منتقدو ويكيبيديا آراء مختلفة مفادها أن القاعدة يتم إساءة استخدامها في الممارسة العملية، أو يجب استخدامها بشكل متكرر.

## التاريخ
تم إطلاق ويكيبيديا في 15 يناير 2001، مع القليل من السياسات، وكان القصد أن يحدد المستخدمون القواعد عبر الإجماع.:318 اقترح أحد مؤسسي ويكيبيديا لاري سانجر «تجاهل جميع القواعد» في «صفحة القواعد التي يجب مراعاتها»،:318 وأصبحت واحدة من المبادئ التوجيهية الرسمية الأولى لويكيبيديا. قال سانجر لاحقًا أن نيته كانت نقل أن «الناس لا ينبغي أن يقلقوا بشأن الحصول على التنسيق الصحيح والحصول على كل تفاصيل السياسة تحت أحزمتهم قبل أن يبدأوا في المساهمة». بعد أن تصور القاعدة على أنها «أمر قضائي مؤقت ومضحك»،:318 رفضها في مشروعه اللاحق سيتيزنديوم لأن «أشخاصًا آخرين كانوا يأخذونها على محمل الجد».
كانت الصيغة الأصلية للقاعدة هي:

إذا كانت القواعد تجعلك متوترًا ومكتئبًا وغير راغب في المشاركة في الويكي، فتجاهلها وتابع عملك.

الصيغة الحالية للقاعدة هي:
إذا كانت هناك قاعدة تمنعك من تحسين ويكيبيديا أو صيانتها، فتجاهلها.
أعرب سانجر عن رأيه بأن اقتراحه بإنشاء تجاهل جميع القواعد كان «مثيرًا للسخرية»، كما كان رفضه للقب رسمي وسلطة قابلة للتنفيذ. في المصادر المفتوحة 2.0، وصف هذه الأشياء بأنها «أخطاء واضحة من جانبه»، حيث منعته من فرض القواعد. يقترح سانجر أن «ميثاق المجتمع التأسيسي» كان من شأنه أن يساعد في حل المشكلات في مجتمع ويكيبيديا، على الرغم من اعتقاده بأن تجاهل جميع القواعد والقرارات المبكرة الأخرى «ساعدت المشروع على الانطلاق».:329

## المعنى

مخطط انسيابي يتعلق باستخدام القواعد على ويكيبيديا، كما هو موضح في مقال ويكيبيديا «ماذا يعني تجاهل جميع القواعد»

يشير مصطلح «تجاهل جميع القواعد» إلى فكرة مفادها أنه يُسمح للمستخدم بانتهاك قاعدة ما على أساس كل حالة على حدة، إذا كان تطبيق القاعدة قد يتسبب في عواقب سلبية. يوفر تجاهل جميع القواعد الوكالة للمحرر مع حماية مجموعة قواعد الموقع؛ فهو يعزز البنية البيروقراطية لويكيبيديا. إنه أمر مستحيل منطقيًا، أو مفارقة، حيث أن إدراجه في مجموعة قواعد ويكيبيديا «يجعل انتهاك القاعدة سلوكًا متوقعًا».:583–585 إنه أحد أشكال مفارقة الحلاق.
تحاول المقالة «ماذا يعني تجاهل جميع القواعد حقًا» تقديم توضيح بشأن نطاق سياسة تجاهل جميع القواعد. لا تبرر السياسة أي إجراء أو تمنع المستخدمين من تحمل المسؤولية عن تعديلاتهم. ومع ذلك، فإنها تشجع الأشخاص على استخدام الحكم الشخصي وتسمح للمبتدئين بالمساهمة دون وعي كامل بكل سياسة وإرشادات.
وقد قيل إن تجاهل جميع القواعد كان في البداية بمثابة «اعتراف بأن المساهمين الأوائل كانوا يواجهون في كثير من الأحيان مواقف لا يكون فيها أي قاعدة قائمة منطقية». ومع ذلك، ومع تطور المشروع، أصبح هذا أقل أهمية وبحلول عام 2015 «أصبح من الصعب للغاية العثور على موقف لا تنطبق فيه أي قاعدة قائمة».
ترتبط القاعدة ارتباطًا وثيقًا بـ«ليس لدى ويكيبيديا قواعد ثابتة»، وهي القاعدة الخامسة من «الركائز الخمس» التي تلخص «المبادئ الأساسية» للموقع. كما ترتبط بالدليل الذي ينص على أن محرري ويكيبيديا يجب أن «يكونوا جريئين»، وهي فكرة اقترحها سانجر «بروح مماثلة» لتجاهل جميع القواعد.:318
تشير مقالة عام 2008 إلى أنه على الرغم من أن السياسة «طولها ستة عشر كلمة فقط، فإن الصفحة التي تشرح ما تعنيه السياسة تحتوي على أكثر من 500 كلمة، وتحيل القراء إلى سبع مستندات أخرى، وقد ولدت أكثر من 8000 كلمة من المناقشة، وتم تغييرها أكثر من 100 مرة في أقل من عام». يقيم المقال الزيادات في عدد الكلمات للعديد من السياسات على ويكيبيديا الإنجليزية، مشيرًا إلى أنه على الرغم من انخفاض عدد كلمات تجاهل جميع القواعد، فعند تضمين الصفحة التكميلية التي تشرحها، فإن هذا يعادل زيادة بنسبة 3600% في الطول منذ وضع القاعدة.

## الاستخدام في الممارسة العملية
في دراسة أجراها علماء السلوك الأمريكيون عام 2012، تم تحليل عملية الحذف في ويكيبيديا الإنجليزية، «مقالات للحذف». ووجدت الدراسة أن تجاهل جميع القواعد أثرت بشكل كبير على وزن التعليق: كانت الصفحة أكثر عرضة للاحتفاظ بها إذا استشهد محرر ويكيبيديا بتجاهل جميع القواعد في تصويت «الاحتفاظ»، وأكثر عرضة للحذف إذا استشهد محرر بتجاهل جميع القواعد في تصويت «الحذف». ووجدت الدراسة أيضًا أن المقالة كانت أكثر عرضة للاحتفاظ بها إذا احتوت مقالات للحذف على تعليق «احتفاظ» يشير إلى كل من تجاهل جميع القواعد وسياسة «الشهرة» (قاعدة على ويكيبيديا حول الموضوعات التي يجب أن يكون لها مقال). لم يكن هذا هو الحال بالنسبة لتعليقات «الحذف». بالإضافة إلى ذلك، إذا أشار أحد الإداريين إلى تجاهل جميع القواعد لصالح الحذف، فمن المرجح الاحتفاظ بالمقالة. وخلصت الدراسة إلى أن القاعدة تعمل على «تعزيز فعالية الفرد وتقليل فعالية البيروقراطية».:588–590
في كتاب تعاون حسن النية لجوزيف ريجل جونيور الصادر عام 2010، كتب أن «تجاهل جميع القواعد» أمر «ذكي» وله جوهر الجدارة، لكنه «يتطلب بالضرورة تأهيلاً»، مثل ذلك الموجود في المقال «ماذا يعني «تجاهل جميع القواعد» حقًا». اقترح ماكجرادي أن إرشادات «التلاعب بالنظام» الخاصة بويكيبيديا هي طريقة أفضل لنقل روح ويكيبيديا من تجاهل جميع القواعد. يحظر الدليل السابق على المستخدمين تفسير سياسات ويكيبيديا بشكل خاطئ عمدًا من أجل تقويض نواياهم، وهو إجراء يشار إليه باسم «التلاعب». ينتقد ماكجرادي أن تجاهل جميع القواعد «مجرد للغاية وغالبًا ما يتم تفسيره أو إساءة استخدامه بشكل خاطئ، وهو في حد ذاته موضوع دائم للتلاعب».
في كتابه الصادر عام 2015 بعنوان ويكيبيديا وسياسات الانفتاح (بالإنجليزية: Wikipedia and the Politics of Openness)، كتب ناثانيال تكاتش أنه على الرغم من السياسة المتبعة، فإن «تجاهل القواعد في ويكيبيديا ليس استراتيجية فعالة إذا أراد المساهم أن تظل مساهمته قائمة». ويواصل تكاتش حديثه قائلاً إن «ويكيبيديا لديها قواعد ثابتة»، لكنها «ليست ثابتة إلى الأبد».
في انتقاد لبيروقراطية ويكيبيديا، كتب داريوس جيميلنياك أن القاعدة «مقلوبة عمليًا»، مشيرًا إلى وجود العديد من المقالات على الموقع التي تشرح متى يجب استخدام القاعدة. يوصي جيميلنياك بتأسيس «فرقة لكسر البيروقراطية» «للاستخدام النشط والتثقيف حول» القاعدة. كتب ديفيد أورباخ من مجلة سلايت على نحو مماثل أن «تجاهل جميع القواعد» يستخدم بشكل منافق من قبل محرري ويكيبيديا «للتفوق في المناقشات».